# Konflikt kurdyjsko-turecki
Konflikt kurdyjsko-turecki – kurdyjska rebelia na terytorium Turcji trwająca od 1984 do 2013 roku, podczas której bojówki kurdyjskie walczyły o niepodległość Kurdystanu. W wyniku konfliktu trwającego niemal trzydzieści lat zginęło ponad 43 tysiące ludzi. Konflikt zbrojny został przerwany zawieszeniem broni i toczącym się bilateralnym procesem pokojowym.

## Tło
Bunty Kurdów miały miejsce już za czasów Imperium Osmańskiego. Istotne wystąpienia o charakterze separatystycznym miały miejsce także w dwudziestoleciu międzywojennym: Rebelia Koçgiri (1920), Rebelia Szejka Sajda (1925), Rebelia Ararata (1930) i Rebelia Dersim (1938).

## Historia konfliktu

### 1978–1984: Wstęp do konfliktu
Wiosną 1977 Abdullah Öcalan, przyszyły założyciel Partii Pracujących Kurdystanu (PKK), podróżował po Kurdystanie i prowadził kampanię uświadamiania społeczeństwu problemu kurdyjskiego. Lider odwiedził m.in. Góry Ararat, Erzurum, Tunceli, Elazig, Antep. W tym samym czasie „Szare Wilki” - ultranarodowe i neofaszystowskie młodzieżowe skrzydło nacjonalistycznej tureckiej Partii Akcji Narodowej - prowadziły represje przeciwko kurdyjskim działaczom. W czasie objazdu kraju zamordowani zostali kurdyjscy działacze - Haki Karer (marzec 1977) i Halil Çavgun (maj 1978).
Dnia 27 listopada 1978 w miejscowości Fis na zachodzie Turcji doszło do kongresu założycielskiego Partii Pracujących Kurdystanu, w którym udział wzięło 25 osób. Ta lewicowa organizacja w założeniach miała na celu utworzenie niezależnego państwa Kurdystan. Na zjeździe zdecydowano zaangażować bojówki PKK w walki polityczne, jakie w latach 1978–1980 w Turcji prowadziła prawica z lewicą. Partia Pracujących Kurdystanu opowiedziała się po stronie lewicy, co wynikało z jej programu politycznego. Efektem tego była masakra w Kahramanmaraş przeprowadzona 25 grudnia 1978 przez „Szare Wilki” na alewickich Kurdach. W pacyfikacji zginęło 109 osób, a 176 zostało rannych.
Latem 1979 Öcalan pojechał do Syrii oraz na tereny palestyńskie, gdzie ubiegał się o współpracę polityczną z tamtejszymi przywódcami. Po zamachu stanu w Turcji z 12 września 1980 po którym rządy objął Kenan Evren, kurdyjscy działacze udali się na emigrację do Syrii i Libanu. Sam pucz zakończył lata konfliktów pomiędzy lewicowymi i prawicowymi ugrupowaniami politycznymi, które kosztowały życie ok. 5 tys. ludzi. Bojownicy PKK wzięli udział w wojnie domowej w Libanie w latach 1982–1985. Zginęło tam łącznie 11 bojowników PKK.
W dniach 20-25 sierpnia 1982 odbył się II Zjazd Partii Pracujących Kurdystanu. Miał on miejsce w syryjskim mieście Dara. W czasie kongresu zdecydowano się powrócić do Turcji i rozpocząć wojnę partyzancką przeciwko tureckiemu rządowi w celu utworzenia niezależnego państwa kurdyjskiego. Nim do tego doszło kurdyjskich partyzantów szkolono w obozach w Syrii i Libanie. Jednak wielu bojowników wysyłanych do Turcji było od razu zatrzymywanych i zsyłanych do więzienia w Diyarbakır.

### 1984–1999: Działania partyzanckie
Zbrojna rebelia Partii Pracujących Kurdystanu rozpoczęła się 15 sierpnia 1984 atakiem na tureckie siły zbrojne w Eruh oraz Semdinli na wschodzie kraju. W wyniku ataku zginął jeden turecki żołnierz, a siedmiu żołnierzy, dwóch policjantów i troje cywilów odniosło rany. Dwa dni później zaatakowano posterunek policji w Siirt. Początkowo władze zbagatelizowały zagrożenie, jednakże ugrupowanie w ciągu dwóch miesięcy dokonało ataku na gwardię prezydenta Kenana Evrena w mieście Yüksekova. Zginęło wówczas trzech ochroniarzy prezydenta. Przez pięć lat ataków partyzanckich PKK łącznie zginęło ok. 2500 osób.

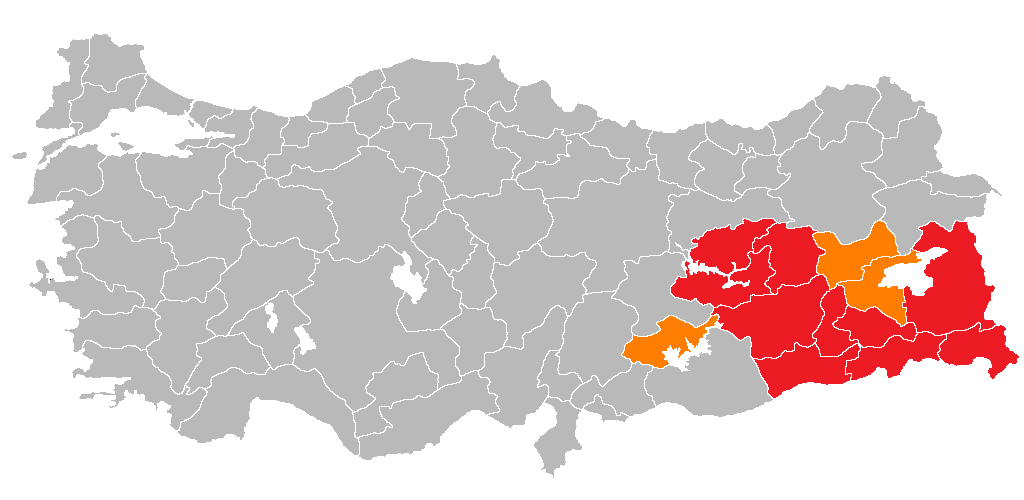
Region OHAL, w którym działali kurdyjscy partyzanci

W związku z działalnością PKK, na wschodzie kraju, władze zmobilizowały 350 tys. żołnierzy oraz 35 tys. policjantów, podczas gdy rebelianci zaciągnęli w swoje szeregi 70 tys. mężczyzn. Władze 19 lipca 1987 uchwaliły stan wyjątkowy w utworzonym regionie "OHAL", który obejmował prowincje Adiyaman, Bingöl, Bitlis, Diyarbakir, Elazig, Hakkari, Mardin, Muş, Siirt, Tunceli, Wan. Nieco później stan wyjątkowy rozszerzono o prowincje Batman oraz Şirnak. Począwszy od 1994 roku region został powoli zawężany, aż rozwiązano go ostatecznie 30 listopada 2002.
Od 1990 rebelianci zintensyfikowali swoją kampanię partyzancką, rozprzestrzeniając działania na wszystkie kurdyjskie regiony i miasta. W latach 1991–1995 z tego powodu zginęło 15 tys. ludzi, czyli sześć razy więcej niż w analogicznym okresie w pierwszych pięciu latach rebelii. W 1992 turecki prezydent Turgut Özal rozporządził rozpoczęcie ofensywy przeciwko kurdyjskim rebeliantom, jednak została ona zatrzymana we wrześniu 1992 kurdyjskim atakiem w Tasdelen, gdzie poległo 20 wojskowych. Po kurdyjskim powstaniu w Iraku z 1991, Partia Pracujących Kurdystanu założyła tam własne bazy wypadowe. W odpowiedzi jesienią 1992, Turcja przeprowadziła operację w irackim Kurdystanie, która spowodowała śmierć 1551 i aresztowanie ponad 1232 kurdyjskich bojowników.
W 1993 prezydent Turgut Özal ogłosił chęć nawiązania dialogu z partyzantami. Wskazał potrzebę rozwiązania problemu kurdyjskiego, w tym wprowadzenie języka kurdyjskiego do urzędów i uchwalenia w Turcji ustroju federacyjnego. W związku z tym krokiem prezydenta, PKK ogłosiło rozejm 20 marca 1993. Jednak śmierć Özala w dniu 17 kwietnia 1993 z powodu otrucia, zniweczyła starania tureckich władz na porozumienie z Kurdami. Przerwane rokowania miały swoje reperkusje. 24 maja 1993 w zasadzce separatystów na autostradzie Elazığ-Bingöl zginęło 33 tureckich żołnierzy. Oznaczało to zerwanie zawieszenia broni przez Partię Pracujących Kurdystanu.
Tureckie władze zaczęły wyludniać kurdyjskie wioski na terytoriach własnego państwa. Z kolei rebelianci w 1993 dokonali wielu ataków na tureckie obiekty dyplomatyczne i handlowe w krajach Europy Zachodniej. W odpowiedzi 16 czerwca 1994 aresztowano kilku ważnych postaci ze środowiska militarnego Kurdów. Ataki na tureckie konsulaty powtórzyły się wiosną 1995. 15 grudnia 1995 rebelianci ogłosili drugie jednostronne zawieszenie broni, jednak zostało ono zerwane 6 maja 1996, kiedy to Turcja i Izrael nazwały założyciela Partii Pracujących Kurdystanu, Abdullaha Öcalana, terrorystą.
15 lutego 1999, lider PKK Abdullah Öcalan został złapany w Kenii w wyniku wspólnej operacji CIA, tureckich służb specjalnych (MIT) i izraelskiego Mosadu. Po pojmaniu, Öcalan zadeklarował "pokojową ofensywę". Założyciel PKK został zesłany do więzienia na wyspę İmralı na Morzu Marmara. Choć 29 czerwca 1999 został skazany na karę śmierci, wykonanie jej zostało bezterminowo odroczone i zmienione na dożywocie. W Turcji w 2002 roku zakazano wykonywania kary śmierci.

### 1999–2004: Rozejm

Flaga KADEK

Flaga KONGRA-GEL

We wrześniu 1999 PKK ogłosiło jednostronne zawieszenie broni i całkowicie wycofało swoje bojówki z terytorium Turcji. W związku z tym nowe bazy zakładano w górach północnego Iraku. W lutym 2000 ogłoszono zakończenie wojny. Aby osiągnąć swoje cele ugrupowanie kurdyjskie stawiało na rozwiązania drogą pokojową i dyplomatyczną. W kwietniu 2002 Partię Pracujących Kurdystanu przemianowano na KADEK (Wolność i Demokracja Kongres Kurdystanu), by przekształcić ją w organizację typowo polityczną. W październiku 2003 rozwiązano KADEK i na jej łonie powstał KONGRA-GEL (Kongres Ludzi Kurdystanu).
Turecki rząd przez okres zawieszenia broni notorycznie ignorował oferty pokojowe Kurdów, odnoszące się do ich roszczeń. Według Ankary, KONGRA-GEL nadal dopuszczał się ataków partyzanckich, jednak ich skala była znacznie mniejsza niż sprzed września 1999. Jednak ogłoszenie rozejmu przez PKK nie oznaczało faktycznie zakończenia wojny. Nie uznające rozejmu ugrupowania nadal operowały. Radykalni dowódcy KONGRA-GEL założyli w 2004 jednostki pod nazwą Sokoły Wolności Kurdystanu, które przeprowadzały akcje dywersyjne i terrorystyczne. W związku z tym tureckie lotnictwo przeprowadziło w tym okresie wojny około 700 nalotów na pozycje bojowników, głównie na terenie Iraku. W sporadycznych walkach w latach 1999–2004 zginęło w sumie 711 osób.
Po dojściu do władzy Partii Sprawiedliwości i Rozwoju (AKP) w 2002, państwo tureckie rozpoczęło łagodzić ograniczenia w stosowaniu języka kurdyjskiego i tejże kultury. W latach 2003–2004 wewnątrz KONGRA-GEL doszło do walki o stanowisko idealistyczne. Reformatorzy chcieli całkowicie organizacje zdemobilizować, z kolei konserwatyści nawoływali do powrotu do metod ruchu oporu. Ci drudzy ostatecznie wyszli zwycięsko ze sporu, co doprowadziło do porzucenia partii przez reformatorów i w efekcie ponownego wybuchu rebelii. W kwietniu 2005, KONGRA-GEL z powrotem przemianowano na Partię Pracujących Kurdystanu.

### 2004–2012: Wznowienie konfliktu
1 czerwca 2004 Kurdowie wznowili działania partyzanckie na szeroką skalę. Powodem było zwlekanie władz tureckich z podjęciem negocjacji nad sprawą kurdyjską i atakowanie ich sił. W tym samym miesiącu z irackiego Kurdystanu na terytorium Turcji przedostało się 2 tys. bojowników. Rebelianci podczas wznowienia konfliktu obrali nową taktykę. Z powodu ograniczonych środków militarnych i pieniężnych, zredukowano liczbę bojowników. W pojedynczej jednostce terenowej z 15-20 bojowników zmniejszono oddział do 6-8 osób, a ogólna liczba rebeliantów z 8 tys. zmalała o połowę. Partyzanci unikali bezpośrednich potyczek, bazowali na snajperach i zasadzkach oraz stosowali strategię "uderzaj i uciekaj" (hit and run). Rebelianci przeprowadzali również zamachy bombowe. Zmiana taktyki spowodowała, iż separatyści nie byli w stanie kontrolować żadnych większych terytoriów nawet po zmroku, jedynie wyprowadzali uderzenia ze swoich górskich baz, by zmusić władze do podjęcia rozmów.
Przemoc w Turcji znacznie wzrosła w drugiej połowie 2004 i w 2005. W jednym z większych zamachów bombowych, w dniu 16 lipca 2005 zginęło pięć osób, a 14 zostało rannych. Wówczas wysadzono bombę w minibusie w kurorcie Kuşadası. W marcu 2006 zwolennicy PKK sprowokowali zamieszki w Diyarbakır, po czym wokół miasta wybuchły ciężkie walki między rebeliantami i wojskiem narodowym. W wyniku tego zamknięto drogę do lotniska Diyarbakır. Zawieszono także działalność wielu miejscowych szkół i przedsiębiorstw. W sierpniu 2006, Sokoły Wolności Kurdystanu ogłosiły, iż zaprowadzą w Turcji "piekło". Pod tym hasłem rozpoczęła się kampania zamachów bombowych. 25 sierpnia 2006 doszło do podwójnego skoordynowanego zamachu w banku w Adanie, 27 sierpnia 2006 celem zamachu terrorystycznego była szkoła w Stambule, z kolei dzień później przeprowadzono trzy skoordynowane ataki w mieście Marmaris i jeden w Antalayi. 30 sierpnia 2006 do zamachu doszło w mieście Mersin. 1 października 2006 PKK ogłosiło jednostronny rozejm, jednak drobne starcia nadal były prowadzone w południowo-wschodnich częściach kraju.

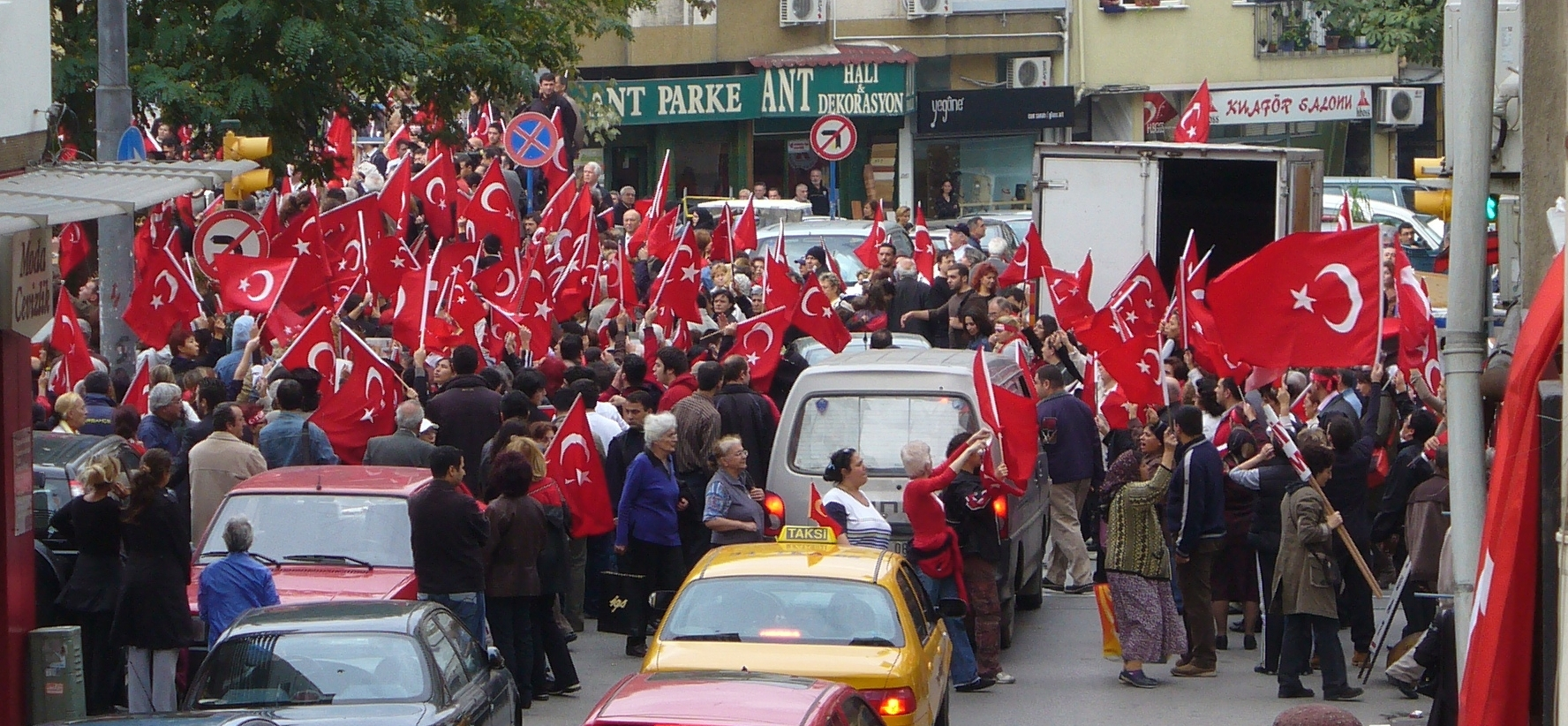
Demonstracja przeciwko działalności terrorystycznej PKK w Stambule (22 października 2007)

22 maja 2007 doszło do zamachu terrorystycznego w tureckiej stolicy. W wyniku wybuchu bomby w centrum handlowym zginęło dziewięć osób, a 121 zostało rannych. 4 czerwca 2007 w zamachu na bazę wojskową w Tunceli zginęło siedmiu żołnierzy, a sześciu zostało rannych. By ograniczyć zagrożenie ze strony kurdyjskich partyzantów, wojsko w czerwcu 2007 rozpoczęło operację w pobliżu granicy z Irakiem. Tureckie wojsko ostrzeliwało terytorium irackiego Kurdystanu. Żołnierze ginęli także od min lądowych. 7 października 2007 podczas trwających operacji, partyzanci wzięli w zasadzkę w prowincji Hakkari 18-osobowe Commando, zabijając 15 żołnierzy i raniąc trzech. Były to największe jednorazowe straty tureckiej armii od lat. 90. XX wieku. Incydent powtórzył się 21 października 2007, kiedy partyzanci napadli na posterunek obsadzony przez 50-osobowy batalion piechoty. PKK zabiło 12 żołnierzy. W odwecie armia zastrzeliła 32 bojowników. Wobec coraz bardziej zuchwałych poczynań rebeliantów, turecki parlament przyjął ustawę, zawalającą na działanie tureckim wojskom na terytorium Iraku. 24 października 2007 rozpoczęło się bombardowanie kurdyjskich górskich kryjówek i przygotowania do transgranicznej operacji militarnej.
Turcja rozpoczęła swoje pierwsze naloty 16 grudnia 2007. Zaatakowano 200 obiektów w irackim Kurdystanie, w tym trzy ośrodki dowodzenia i 14 składów uzbrojenia. Wojsko tureckie oświadczyło, że podczas pierwszego zmasowanego nalotu, zginęło od 150 do 175 separatystów. Dwa miesiące później, siły tureckie przeprowadziły na terytorium irackiego Kurdystanu operację pod kryptonimem "Słońce". Działania zbrojne składające się z fazy lądowej oraz powietrznej toczyły się w dniach 21-29 lutego 2008. Według tureckiego Sztabu Generalnego, w sumie 272 lotnicze i 517 naziemne cele zostały zniszczone w trakcie operacji. Wśród zniszczonej wojskowej infrastruktury rebeliantów było m.in. 290 schronów, 11 stanowisk łączności, 6 ośrodków szkoleniowych, 23 obiekty logistyczne, 18 środków transportu, 40 dział lekkiej artylerii i 59 działek przeciwlotniczych. Strona turecka ogłosiła, że zabiła ok. 230 bojowników PKK oraz trzech innych pojmała podczas operacji naziemnych. Po stronie tureckiej zginęło 27 żołnierzy i 3 strażników wsi. PKK zakwestionowało informacje przekazane przez Turcję, twierdząc, że zginęło co najmniej 27 tureckich żołnierzy, jednocześnie siły PKK miały stracić 9 bojowników. Niespełna pół roku po operacji na terytorium Iraku, 27 lipca 2008 w Stambule doszło do krwawego zamachu. W wyniku podwójnego zamachu zginęło 17 osób (w tym pięcioro dzieci) a 154 odniosło rany.
W 2009 roku władze tureckie wyraziły zgodę na uruchomienie pierwszego kanału w języku kurdyjskim (TRT-6), mimo iż oficjalnie zakazywała tego turecka konstytucja. 13 kwietnia 2009, Abdullah Öcalan ogłosił jednostronne zawieszenie broni i wezwał swoich popleczników do zakończenia działań zbrojnych, by móc przystąpić do pokojowych negocjacji. We wrześniu 2009 administracja premiera Recepa Tayyipa Erdoğana wyszła z inicjatywą ws. kurdyjskiej. Postanowiono przywrócenie dawnych nazw kurdyjskich miejscowości, rozszerzenia zakresu wolności wypowiedzi, przywrócenie obywatelstwo tureckiego dla uchodźców kurdyjskich, wzmocnienie samorządów i częściowej amnestii dla bojowników PKK, którzy złożyli broń. Plany inicjatywy sprawy kurdyjskiej zostały zablokowane przez turecki Sąd Konstytucyjny. Ponadto 11 grudnia 2009 przeciwko liderom PKK i kurdyjskiej Partii Demokratycznego Społeczeństwa (DTP), która w samorządowych wyborach z marca 2009 uzyskała większość na południu kraju, wszczęto procesy o terroryzm. W represjach przeciwko DTP aresztowano 1400 działaczy. Spowodowało to wystąpienia Kurdów i zamieszki w całym kraju. W Reşadiye Partia Pracujących Kurdystanu w zasadzce zabiła siedmiu tureckich żołnierzy.
1 maja 2010 PKK ogłosiło zerwanie rozejmu. Zaraz po tym przeprowadzono atak w Tunceli, w którym zginęli czterej wojskowi, a siedmiu zostało rannych. 30 maja 2010, Abdullah Öcalan zdecydował się porzucić wysiłki na rzecz pokojowej ugody z rządem. Po tej decyzji działania zbrojne PKK zaostrzyły się. Dzień później po deklaracji Öcalan, przebywającego w dalszym ciągu w więzieniu, doszło do ataku separatystów na bazę marynarki wojennej w Iskenderun, w wyniku czego zginęło siedmiu żołnierzy, a sześciu odniosło obrażenia.
Do ciężkich walk doszło w dniach 18-19 czerwca 2010. Kurdyjscy partyzanci zaatakowali posterunek służb bezpieczeństwa położony w pobliżu granicy iracko-tureckiej. Atak miał miejsce w okolicy miejscowości Gediktepe. W wyniku akcji śmierć poniosło 12 tureckich żołnierzy, a 17 zostało rannych. Tuż po ataku armia wysłała na miejsce dodatkowe oddziały, które rozpoczęły starcie z rebeliantami. Ponadto, niedługo po informacji o zamachu, turecka armia ostrzelała pozycje partyzantów z PKK w północnym Iraku. Zginęło łącznie 12 rebeliantów. W nocy 6 lipca 2010 kurdyjscy rebelianci z Partii Pracujących Kurdystanu (PKK) dokonali ataku na oddział tureckiego wojska, które odpowiedziało ogniem. W wyniku potyczki śmierć poniosło 10 rebeliantów oraz trzech żołnierzy. Trzech innych odniosło rany. Kolejny poważny atak miał miejsce 20 lipca 2010 w prowincji Hakkari, kiedy to rebelianci zabili sześciu żołnierzy, a Ci w odwecie jednego bojownika.
21 lipca 2010 lider wojskowy PKK Murat Karayılan zagroził, że ugrupowanie nie złoży broni, dopóki Ankara nie przyjmie warunków stawianych przez Kurdów. Ponadto zapowiedział, że w przypadku ignorowania sprawy kurdyjskiej przez tureckie władze, Kurdystan proklamuje niepodległość. Do końca lipca 2010 w aktach przemocy zginęło 100 tureckich żołnierzy i 187 partyzantów. Jednak 12 sierpnia 2010 bojownicy PKK poinformowali o jednostronnym warunkowym zawieszeniu broni do czasu wyborów powszechnych w Turcji przeprowadzonych 12 czerwca 2011. Rebelianci dodali, że nie był możliwy trwały rozejm, gdyż władze tureckie nie wypuściły 1700 więźniów politycznych, co mogłoby zainicjować proces pokojowy. Pomimo rozejmu sepratayści w dniach 11-12 września 2010 dokonali trzech ataków, w których zginęło łącznie 12 tureckich żołnierzy.
Rozejm na dobre został zerwany 28 lutego 2011. W maju 2011 doszło do operacji sił rządowych wymierzonych w partyzantów. Zabito w ten sposób 12 rebeliantów, zginęło też pięciu żołnierzy. Spowodowało to masowe przedwyborcze protesty w miastach tureckiego Kurdystanu. Prokurdyjska Partia Pokoju i Demokracji rozpoczęła kampanię obywatelskiego nieposłuszeństwa. Podczas demonstracji dwie osoby zginęły, 308 zostało rannych i 2506 aresztowane zostały przez władze tureckie. Podczas wyborów parlamentarnych BDP zdobyła na terenach kurdyjskich 36 mandatów, podczas gdy zwycięska partia AKP premiera Erdoğana 30 mandatów. Kandydaci z BDP startowali jako niezależni, a sześciu z wybranych osadzono w więźniach po majowych protestach. Po wyborach mandat jednego z działaczy Partii Pokoju i Demokracji został anulowany (ze względu na wyrok sądowy obciążający go winą za „propagandę terrorystyczną”). Wybrani kurdyjscy deputowani, którzy byli na wolności zbojkotowali ceremonię pierwszego posiedzenia parlamentu.
W lipcu 2011, PKK zintensyfikowało swoją kampanię partyzancką, zabijając 20 żołnierzy, tracąc przy tym co najmniej dziesięciu bojowników. W odwecie tureckie lotnictwo 17 sierpnia 2011 rozpoczęło sześciodniową operację powietrzną na pograniczu turecko-irackim, podczas której zbombardowano 132 celów i zabito 90-100 rebeliantów. W międzyczasie od lipca do września 2011 irańskie siły zbrojne prowadziły na terytorium swojego kraju i Iraku kampanie przeciwko Partii Wolności Kurdystanu (PJAK), prowadzących analogiczną separatystyczną walkę na terytorium Iranu. W wyniku porażki rebeliantów PJAK, w Iranie w dniu 29 września 2011 wprowadzono zawieszenie broni, które zakończyło siedmioletni konflikt. Po tym wydarzeniu bojownicy PJAK uciekli z Iranu i związali się z PKK. Tureckie władze alarmowały, że wśród zabitych bojowników pod koniec 2011 był wysoki odsetek obywateli Iranu.
19 października 2011 był najbardziej krwawym dniem od 24 maja 1993 podczas trwania separatystycznej rebelii w Turcji, gdyż w ośmiu skoordynowanych atakach PKK w miejscowościach Cukurca i Yuksekova, w prowincji Hakkari, zginęło 26 tureckich żołnierzy. Jeszcze więcej strat przyniósł nalot tureckich sił powietrznych z końca grudnia 2011 na kryjówki PKK. Zginęło 35 wówczas cywilów, co stanowiło jedną z najwyższych jednodniowych strat wśród ludności cywilnej. Omyłkowy nalot wywołał falę oburzenia i protestów w kurdyjskich miastach. Turecki rząd ostatecznie zgodził się rodzinom ofiar wypłacić odszkodowanie. Według analityków rok 2011 wykazał się gwałtownym wzrost przemocy i był jednym z najbardziej krwawych roków w najnowszej historii kurdyjsko-tureckiego konfliktu.
W lipcu 2012 w czasie trwania wojny domowej w Syrii, siły rządowe walczące z tamtejszymi rebeliantami, przekazały Kurdom ze zbrojnej organizacji Powszechnych Jednostek Ochrony (YPG) mających związki z tureckimi Kurdami spod sztandaru PKK, kontrolę nad kurdyjskimi miastami na północy Syrii. Równocześnie partyzanci podjęli wzmożoną aktywność po stronie tureckiej granicy. Władze tureckie oskarżały syryjskiego dyktatora Baszara al-Asada, iż korzysta z usług bojowników PKK w walce z syryjskimi opozycjonistami. Bezpośredni związek między powstaniem kontrolowanej przez Kurdów enklawy w Syrii a eskalacją działań PKK w Turcji, sympatyzowanie z syryjską opozycją i działania zaczepne armii Syrii powodowały, że Turcja nie wykluczyła interwencji wojskowej na terytorium syryjskim. Latem 2012 separatyści próbowali przejąć kontrolę nad miastem Şemdinli, blokując dogi dojazdowe do granic z Irakiem i Iranem. Po dwunastodniowej operacji tureckich sił zbrojnych przeprowadzonych na przełomie lipca i sierpnia 2012, udało się odeprzeć kurdyjskich rebeliantów. Zginęło wówczas 115 bojowników i sześciu żołnierzy. Z kolei od 1 stycznia do 24 września 2012 w walkach łącznie zginęło 110 tureckich żołnierzy i 427 rebeliantów.

### 2013–2015: Proces pokojowy
W styczniu 2013 władze Turcji i Abdullah Öcalan uzgodnili etapy zakończenia konfliktu. Ustalony harmonogram przewidywał przerwanie walk, wycofanie się bojowników PKK z Turcji. Następnie zaplanowano rozmowy o rozbrojeniu, po czym rebelianci mieli złożyć broń. W zamian rząd turecki obiecał rozszerzyć prawa Kurdów, w tym zniesienie przeszkód dla nauki w języku kurdyjskim, wzmocnienie administracji lokalnej na terenach zamieszkanych przez Kurdów, a także zmienienie definicji obywatelstwa na neutralną etnicznie. Öcalan przesłał listy wraz ze szczegółami swojego planu do Partii Pokoju i Demokracji (BDP), przywódcy PKK w północnym Iraku, aktywistów PKK w Europie oraz do tureckiej opinii publicznej. Postulaty założyciela PKK były umiarkowane, nie żądał on już niepodległości, federacji czy autonomii. Mimo podjęcia rokowań 14 i 16 stycznia 2013 tureckie lotnictwo zaatakowało górskie cele bojowników PKK w północnym Iraku. Pierwszego z dni zaatakowano 18 celów, następnie zbombardowano 50 baz partyzanckich. 24 stycznia 2013 turecki parlament uchwalił ustawę zezwalającą na posługiwanie się językiem kurdyjskim w sądzie. Był to jeden z postulatów kurdyjskich polityków w ramach negocjacji zmierzających do zakończenia konfliktu.
21 marca 2013 Abdullah Öcalan wezwał bojowników kurdyjskich do zaprzestania ataków na turecką policję oraz armię. Zaapelował także o wycofanie się poza granicę kraju bez broni. 23 marca 2013 dowódca wojskowy PKK Murat Karajilan, ogłosił w przemówieniu umieszczonym na stronie internetowej sympatyzującej z Kurdami Firat News zawieszenie broni, które weszło w życie dwa dni wcześniej - 21 marca 2013. Zgodnie z nim oddziały wolnego Kurdystanu nie będą atakować, jednakże będą odpowiadały na jakiekolwiek działania zbrojne drugiej strony. Karajilan poinformował również, że wycofywanie się Kurdów z terenów tureckich, nastąpi dopiero wtedy, gdy rząd w Ankarze zacznie realizować swoje zobowiązania. Jednocześnie, zgodnie z informacjami telewizji NTV, rząd turecki powołał komitet mędrców, mający koordynować proces pokojowy.
8 maja 2013 kurdyjscy bojownicy rozpoczęli wycofywanie z Turcji. 2 tys. bojowników będący dotąd w Turcji przechodziło przez górskie regiony do baz w irackim Kurdystanie. W irackich bazach przebywało wówczas 2,5 tys. powstańców. Murat Karayilan, zastępca lidera PKK powiedział, że wycofywanie się bojowników powinno zakończyć się do jesieni 2013. Przeciwko wycofywaniu się bojowników do północnego Iraku, protestował Bagdad. Znacznie pogorszyło to stosunki bilateralne między Turcją i Irakiem. Ponadto na oziębione relacje między państwami rzutowało udzielenie w 2012 azylu sunnickiemu wiceprezydentowi Iraku Tarikowi Haszimiemu, ściganemu pod zarzutem organizowania zabójstw przeciwników politycznych. Napięcie dodatkowo wzrosło, gdy Ankara poparła sunnickie protesty antyrządowe w Iraku oraz zawarła umowy o dostawach surowców energetycznych z władzami autonomii kurdyjskiej.
Jednak proces pokojowy przebiegał z pewnymi problemami. Komendant wojskowy PKK, 19 czerwca 2013 oskarżył rząd o sabotowanie procesu pokojowego poprzez wzmożoną obecność wojskową na pograniczu turecko-irackim. Według ustaleń, do sierpnia 2013 rząd w Ankarze miał rozpocząć debatę nad reformami postulowanymi przez PKK, jednak terminu nie dotrzymano. Wobec tego partyzanci ogłosili 9 września 2013, iż zaprzestają się wycofywać z Turcji, lecz będą przestrzegać zawieszenia broni. Według źródeł rządowych przez cztery miesiące do Iraku wyjechało tylko 20 proc. bojowników, a w większości były to kobiety i dzieci. Wobec napięcia między stronami, szef PKK Abdullah Öcalan 15 września 2013 wyraził potrzebę "nowego formatu" w rozmowach pokojowych. 30 września 2013, rząd przyjął tzw. "pakiet demokratyzacji", mający kontynuować proces pokojowy. PKK wyraziła niezadowolenie z ofert Ankary, postulując przeprowadzenie nowych negocjacji pokojowych.
W grudniu 2013 w Yuksekovej doszło do aktu wandalizmu grobów zmarłych bojowników PKK. W demonstracjach przeciwko profanacji nagrobków zabitych zostało dwóch demonstrantów. Wywołało to walki między żołnierzami a bojownikami PKK, którzy uprowadzili czterech wojskowych. Po grudniowych incydentach, dowództwo PKK ogłosiło, iż chwyci za broń ponownie, jeśli proces pokojowy nie przyśpieszy na wiosnę 2014. Na przełomie stycznia i lutego 2014 doszło do kilku potyczek między stronami w prowincji Şırnak. 6 marca 2014 zabity został pierwszy żołnierz od czasu ogłoszenia zawieszenia broni. Procesowi pokojowemu nie sprzyjała sytuacja na tureckiej scenie politycznej. W kraju dochodziło do starć zwolenników i przeciwników premiera Erdoğana. Rząd 20 marca 2014 nałożył cenzurę blokując dostęp do Twittera i YouTube.
Postęp w proces pokojowym nastąpił 26 czerwca 2014, kiedy to turecki parlament przedstawił nową ustawę do parlamentu proponowała nadanie powołanie nowych komitetów negocjacyjnych oraz wdrożenia programu amnestii i pomocy socjalnej dla bojowników PKK. Rządowy program został pozytywnie przyjęty przez przywódcy PKK Abdullaha Öcalana. W połowie sierpnia 2014, rząd Erdoğana ogłosił gotowania wysłania delegacji do północnego Iraku, w celu wypracowania pokojowej "mapy drogowej" z przebywającymi tam przywódcami PKK. Duran Kalkan, działacz Partii Pracujących Kurdystanu wezwał do radykalną kurdyjską młodzież do respektowania i wspierania procesu pokojowego.
Pomimo postępu, w dniu 19 sierpnia 2014 doszło do potyczki między stronami w pobliżu miasta Van, w efekcie której zginął turecki żołnierz. Na początku września 2014, bojownicy PKK podpalili 17 szkół w proteście rządowej decyzji zamknięcia kurdyjskich szkół na południu kraju. Tymczasem pogląd na kurdyjskich bojowników walczących w Syrii, Turcja zmieniła wraz z pojawieniem się Państwa Islamskiego na ziemiach Syrii i Iraku. Bojownicy PKK zaangażowali się w walki z dżihadystami wspierając w Syrii oddziały YPG oraz w Iraku kurdyjskiej Peszmergi, dozbrajanej przez wiele państw Zachodu. Mimo istniejącego zagrożenia dla Turcji ze strony Państwa Islamskiego, Ankara nie przyszła z pomocą Kurdom oblężonym w przygranicznym mieście Ajn al-Arab od grudnia 2014 do stycznia 2015. Bierność Turcji wobec sytuacji za południową granicą wywołała falę protestów Kurdów w Turcji. Podczas protestów i zamieszek, 25 października 2014, bojownicy PKK zabili trzech żołnierzy w mieście Yuksekova. Pod koniec listopada 2014, Öcalan przedstawił plan negocjacji, podkreślając potrzebę negocjacji warunków zawieszenia broni i powołania rady monitorującej rozejm.
29 stycznia 2015, rząd wezwał Partię Pracujących Kurdystanu do całkowitego rozbrojenia, wznowienia rozmów pokojowych 21 marca 2015, w drugą rocznicę wprowadzenia zawieszenia broni. 28 lutego 2015, Abdullah Öcalan wezwał swoich zwolenników do całkowitego złożenia broni. Prezydent Turcji, Tayyip Erdoğan, z zadowoleniem przyjął wezwanie, ale ostrzegł, że rebelianci nie wywiązali się ze wcześniejszych zobowiązań. Ponadto turecki rząd po raz kolejny ogłosił gotowość negocjacji z Kurdami.

## Ofiary
| Rok    | Siły bezpieczeństwa                                                                                             | Cywile | Rebelianci | Razem |
| ------ | --- | --- | --- | --- |
| 1984   | 26 | 43 | 28 | 97 |
| 1985   | 58 | 141 | 201 | 400 |
| 1986   | 51 | 133 | 74 | 258 |
| 1987   | 71 | 237 | 95 | 403 |
| 1988   | 54 | 109 | 123 | 286 |
| 1989   | 153 | 178 | 179 | 510 |
| 1990   | 161 | 204 | 368 | 733 |
| 1991   | 244 | 233 | 376 | 853 |
| 1992   | 629 | 832 | 1129 | 2590 |
| 1993   | 715 | 1479 | 3,050 | 5244 |
| 1994   | 1145 | 992 | 2510 | 4647 |
| 1995   | 772 | 313 | 4163 | 5248 |
| 1996   | 608 | 170 | 3789 | 4567 |
| 1997   | 518 | 158 | 7558 | 8234 |
| 1998   | 383 | 85 | 2556 | 3024 |
| 1999   | 236 | 83 | 1458 | 1787 |
| 2000   | 29 | 17 | 319 | 365 |
| 2001   | 20 | 8 | 104 | 132 |
| 2002   | 7 | 7 | 19 | 33 |
| 2003   | 31 | 63 | 87 | 181 |
| 2004   | 75 | 28 | 122 | 225 |
| 2005   | 105 | 30 | 188 | 323 |
| 2006   | 111 | 38 | 132 | 281 |
| 2007   | 146 | 37 | 315 | 498 |
| 2008   | 171 | 51 | 696 | 918 |
| 2009   | 62 | 18 | 65 | 145 |
| 2010   | 72 | 20 | 60 | 152 |
| 2011   | 77 | 41 | 264 | 382 |
| 2012   | 110 | ? | 427 | +537 |
| Razem: | 6845 | +5748 | 30455 | +43043 |
| Źródła | gundem.milliyet.com.tr; PressTV. presstv.com. [dostęp 2013-01-04]. [zarchiwizowane z tego adresu (2012-11-30)]. | gundem.milliyet.com.tr; PressTV. presstv.com. [dostęp 2013-01-04]. [zarchiwizowane z tego adresu (2012-11-30)]. | gundem.milliyet.com.tr; PressTV. presstv.com. [dostęp 2013-01-04]. [zarchiwizowane z tego adresu (2012-11-30)]. | gundem.milliyet.com.tr; PressTV. presstv.com. [dostęp 2013-01-04]. [zarchiwizowane z tego adresu (2012-11-30)]. |